# Hydrocorella calcarea
Hydrocorella calcarea is een hydroïdpoliep uit de familie Hydractiniidae. De poliep komt uit het geslacht Hydrocorella. Hydrocorella calcarea werd in 1977 voor het eerst wetenschappelijk beschreven door Carter. 